# François Furet
François Furet (* 27. März 1927 in Paris; † 12. Juli 1997 in Toulouse) war ein französischer Historiker, der sich schwerpunktmäßig mit der Geschichte des 18. Jahrhunderts und der Französischen Revolution befasste. Er war während seiner akademischen Laufbahn vornehmlich mit der Pariser Elitehochschule École des hautes études en sciences sociales (EHESS) verbunden, deren Präsident er zudem zwischen 1977 und 1985 war.

## Leben
Furet wurde 1927 als Sohn des Bankiers Pierre Furet und seiner Frau Marie-Rose, geb. Monnet, in eine großbürgerliche Familie geboren. Seine Studien der Geistes- und Rechtswissenschaften musste er wegen einer Tuberkuloseerkrankung von 1950 bis 1954 unterbrechen. 1954 absolvierte Furet mit hervorragender Platzierung die Agrégation, den Wettbewerb um die Lehrbefähigung an Gymnasien, im Fach Geschichte; Vorsitzender der Prüfungskommission war Fernand Braudel. Bis 1955 war er Lehrer am Lycée von Compiègne, anschließend am Lycée von Fontainebleau. Ab 1956 widmete er sich am Centre national de la recherche scientifique (CNRS) Forschungsarbeiten zum Pariser Bürgertum im 18. Jahrhundert. Seine thèse d’État (damals übliche Qualifikation für eine Professur) zu diesem Thema schloss er jedoch nicht ab.
1961 wurde er Chef de travaux (Hochschulassistent), 1964 Maître de conférences (Dozent) und 1966 Directeur d’Études mit Lehrstuhl für Sozio-kulturelle Geschichte des neuzeitlichen Europas in der wirtschafts- und sozialwissenschaftlichen (VI.) Sektion der École pratique des hautes études (EPHE). Aus dieser Sektion ging 1975 die École des hautes études en sciences sociales (EHESS) hervor, deren Präsident Furet als Nachfolger Jacques Le Goffs von 1977 bis 1985 war. Danach leitete er das Institut Raymond Aron an der EHESS. Ab 1985 war er zugleich Professor an der University of Chicago. 
Furets politische Aktivitäten begannen 1947 mit seinem Eintritt in die Kommunistische Partei Frankreichs (PCF). Er verließ diese 1958 oder 1959 und beteiligte sich 1960 an der Gründung der linkssozialistischen PSU. Später wurde er zum ausgesprochenen Antikommunisten und war nach dem Mai 1968 Berater des gaullistischen Bildungsminister Edgar Faure. Daneben schrieb er im France-Observateur, dem Vorgängerblatt von Le Nouvel Observateur.
Er war Ehrendoktor der Universitäten von Tel Aviv und Harvard sowie Mitglied der American Academy of Arts and Sciences (1984) und der American Philosophical Society (1989). Er war Ritter der Ehrenlegion. Am 20. März 1997 wurde Furet in die Académie française gewählt. Durch seinen plötzlichen Tod konnte er aber nicht mehr offiziell aufgenommen werden.
Furet starb am 12. Juli 1997 in Toulouse an den Folgen eines Tennisunfalls.

## Forschungen zur Französischen Revolution
Eines der wichtigen Werke Furets ist die gemeinsam mit seinem Schwager Denis Richet verfasste Geschichte der Französischen Revolution. Nach mehreren Jahrzehnten, in denen die Periode des Nationalkonvents und jene Robespierres im Vordergrund des Forschungsinteresses stand, erweiterte Furet den Horizont auf die Zeit nach dem Sturz der Jakobinerherrschaft. (Der 9. Thermidor hatte Historikern wie Aulard, Mathiez, Lefèbvre und Soboul als Schlusspunkt der Revolution gegolten).
In Opposition zu marxistischen Revolutionshistorikern und insbesondere zu Albert Soboul behauptete Furet, die Revolution, eine Aktion von Eliten und nicht so sehr der „Massen“, sei 1793 „entgleist“. Die Machtergreifung der Massen während der Periode des Jakobinischen Terrors habe die friedliche soziale Entwicklung der Reformen „von oben“ ab 1789 unterbrochen und gestört.
In seinem Werk Penser la Révolution française (1978) vertiefte Furet diese Argumentation und bezog sich dabei auf die Arbeiten des 1916 verstorbenen, fast vergessenen Historikers Augustin Cochin. Nun sah Furet die Wurzeln des Terrors bereits im Sturm auf die Bastille 1789 angelegt. In seinem zusammenfassenden Werk La Révolution 1770–1880 wies Furet auf Kontinuitäten zwischen Ancien Régime und Revolution hin.

## Das Ende der Illusion
Furet widmete sein letztes und erfolgreichstes Buch (Le Passé d’une illusion. Essai sur l’idée communiste au XXe siècle, 1995) der Rolle der kommunistischen Idee im 20. Jahrhundert, einer Idee, der er in jungen Jahren selbst angehangen hatte. Das umfangreiche, in 13 Sprachen übersetzte Werk setzt sich vor allem damit auseinander, wie die kommunistische Ideologie die Intellektuellen zunächst faszinierte und dann enttäuschte. Es betont spezifisch französische Aspekte wie die Tradition der „ganzheitlichen“ Bejahung der Französischen Revolution und damit auch des jakobinischen Terrors bis weit ins Bürgertum: Diese habe auch den sowjetischen Terror für viele akzeptabel gemacht. Furet setzt sich ausführlich mit Karl Kautskys Sicht der bolschewistischen Machtergreifung auseinander und mit der Enttäuschung vieler linker Idealisten über den Stalinismus (Pierre Pascal, Boris Souvarine etc.). Er vertritt mit Entschiedenheit das Konzept des Totalitarismus und verweist auf Ideologen wie Ernst Niekisch, die als Bindeglieder zwischen rechtem und linkem Terror gewirkt hätten.

## Auszeichnungen
- 1990 Prix Alexis de Tocqueville für sein Gesamtwerk,
- 1996 den Europäischen Preis für Sozialwissenschaften,
- 1996 wurde er mit dem Hannah-Arendt-Preis für politisches Denken ausgezeichnet.
- 1996 erhielt sein Buch Das Ende der Illusion den Prix Chateaubriand und den Grand Prix Gobert.

## Schriften
- mit Adeline Daumard: Structures et relations sociales à Paris au milieu du XVIIIe siècle, Armand Colin, Paris 1961.
- mit Jean Bouvier, Marcel Gillet: Le mouvement du profit en France au XIXe siècle, Mouton, Paris 1965.
- mit Denis Richet: La Révolution, Fayard, Paris 1965, 2. Auflage als La Révolution française, Hachette, Paris 1999, ISBN 2-01-278950-1.
  - deutsch: Die Französische Revolution, übersetzt von Ulrich Friedrich Müller, Fischer Taschenbuch-Verlag, Frankfurt am Main 1997, ISBN 3-596-27371-4.
- mit Louis Bergeron, Reinhart Koselleck: Das Zeitalter der europäischen Revolution 1780–1848 (= Fischer Weltgeschichte, Band 26), Frankfurt am Main 1969.
- mit Jacques Ozouf: Lire et écrire, l’alphabétisation des Français de Calvin à Jules Ferry, 2 Bände, Éditions de Minuit, Paris 1977.
- L’Atelier de l’histoire, Flammarion, Paris 1982, 2007.
- Penser la Révolution française, Gallimard, Paris 1978, 2. Auflage 1983.
  - deutsch: 1789 – Vom Ereignis zum Gegenstand der Geschichtswissenschaft, übersetzt von Tamara Schoenbaum-Holtermann, Ullstein, Frankfurt/M. u. a. 1980.
- La Gauche et la Révolution au milieu du XIXe siècle. Edgar Quinet et la question du jacobinisme (1865–1870), Hachette, Paris 1986.
- mit Antoine Liniers, Philippe Raynaud: Terrorisme et démocratie, Fayard, Paris 1985.
- Marx et la Révolution française, Flammarion, Paris 1986.
- Herausgeber mit Mona Ozouf: Dictionnaire critique de la Révolution française, 5 Bände, Flammarion, Paris 1988, 2007.
- mit Jacques Julliard, Pierre Rosanvallon: La république du centre, Calmann-Lévy, 1988.
- La Révolution 1770–1880, Hachette 1988 (Erhielt 1989 den Prix des Ambassadeurs).
- mit Ran Halévi: Les orateurs de la Révolution, Band 1: Les Constituants, Gallimard, Paris 1989.
- L’héritage de la Révolution française, Hachette, Paris 1989.
- mit Mona Ozouf: La Gironde et les Girondins, Payot, Paris 1991.
- Herausgeber mit Mona Ozouf: Le Siècle de l’avènement républicain, Gallimard, Paris 1993.
- Jean-Jacques Rousseau und die Französische Revolution. Jan Patočka-Gedächtnisvorlesung 1994, Passagen, Wien 1994, ISBN 3-85165-151-0.
- Le Passé d’une illusion. Essai sur l’idée communiste au XXe siècle, Éditions Robert Laffont und Éditions Calmann-Lévy, Paris 1995.
  - deutsche Ausgabe: Das Ende der Illusion. Der Kommunismus im 20. Jahrhundert (1995), München 1996, ISBN 3-492-03507-8.
- mit Ran Halévi: La Monarchie républicaine. La constitution de 1791, Fayard, Paris 1996.
- mit Ernst Nolte: Fascisme et communisme, Plon, Paris 1998, Hachette, Paris 2000.
- La Révolution en débat, Paris, Gallimard (coll. Folio), 1999.
- Itinéraire intellectuel. L’historien journaliste, de France-Observateur au Nouvel Observateur (1958–1997), Herausgeber Mona Ozouf, Calmann-Lévy, coll. «Liberté de l’esprit», Paris 1999.